# Figen
Figen är ett turkiskt kvinnonamn.
Den 31 december 2014 fanns det totalt 40 kvinnor folkbokförda i Sverige med namnet Figen, varav 37 bar det som tilltalsnamn.
Namnsdag: saknas